# غزاز
غزاز هي قرية في مقاطعة خلخال، إيران. عدد سكان هذه القرية هو 357 في سنة 2006.